# Susanne Dähn-Leach
Scarlett Dähn-Leach (tidligere Susanne Carstensen/Dähn-Leach) er en dansk sanger og sangskriver. Susanne har tysk/amerikanske rødder, og er adopteret fra Tyskland.
Susanne Dähn-Leach har optrådt i TV-shows, bl.a. ved Dansk Melodi Grand Prix 1997, samt i Søren Østergaards Tivoli Varieté.
Hun har modtaget flere komponist legater fra Statens Kunstfond, samt fra Koda og Gramex.[kilde mangler]
Scarlett gik på Odsherreds Gymnasium 1986 og 1987

## Diskografi
- Sange Af PH  (2008, Exlibris)[5][6][7]